# Karweol
Karweol - naturalny nienasycony, monocykliczny alkohol monoterpenoidowy, składnik olejku eterycznego z mięty zielonej w postaci cis -(-)-karweolu. Bezbarwny płyn rozpuszczalny w olejach, nierozpuszczalny w wodzie, o zapachu i smaku przypominającym miętę i kminek. Stosowany jako zapach w kosmetyce oraz jako dodatek smakowy w przemyśle spożywczym.
Stwierdzono, że wykazuje chemoprewencję raka sutka (zapobiega rakowi piersi).